# Indoribates rotundirostrum
Indoribates rotundirostrum är en kvalsterart som först beskrevs av Hammer 1968.  Indoribates rotundirostrum ingår i släktet Indoribates och familjen Haplozetidae. Inga underarter finns listade i Catalogue of Life.